# Demydiwka
Demydiwka (ukrainisch Демидівка; russisch Демидовка/Demidowka, polnisch Demidówka) ist eine Siedlung städtischen Typs in der westukrainischen Oblast Riwne mit etwa 2700 Einwohnern. Sie war bis Juli 2020 Verwaltungszentrum des gleichnamigen Rajons Demydiwka und liegt am Flüsschen Ratscha, etwa 69 Kilometer südwestlich der Oblasthauptstadt Riwne.

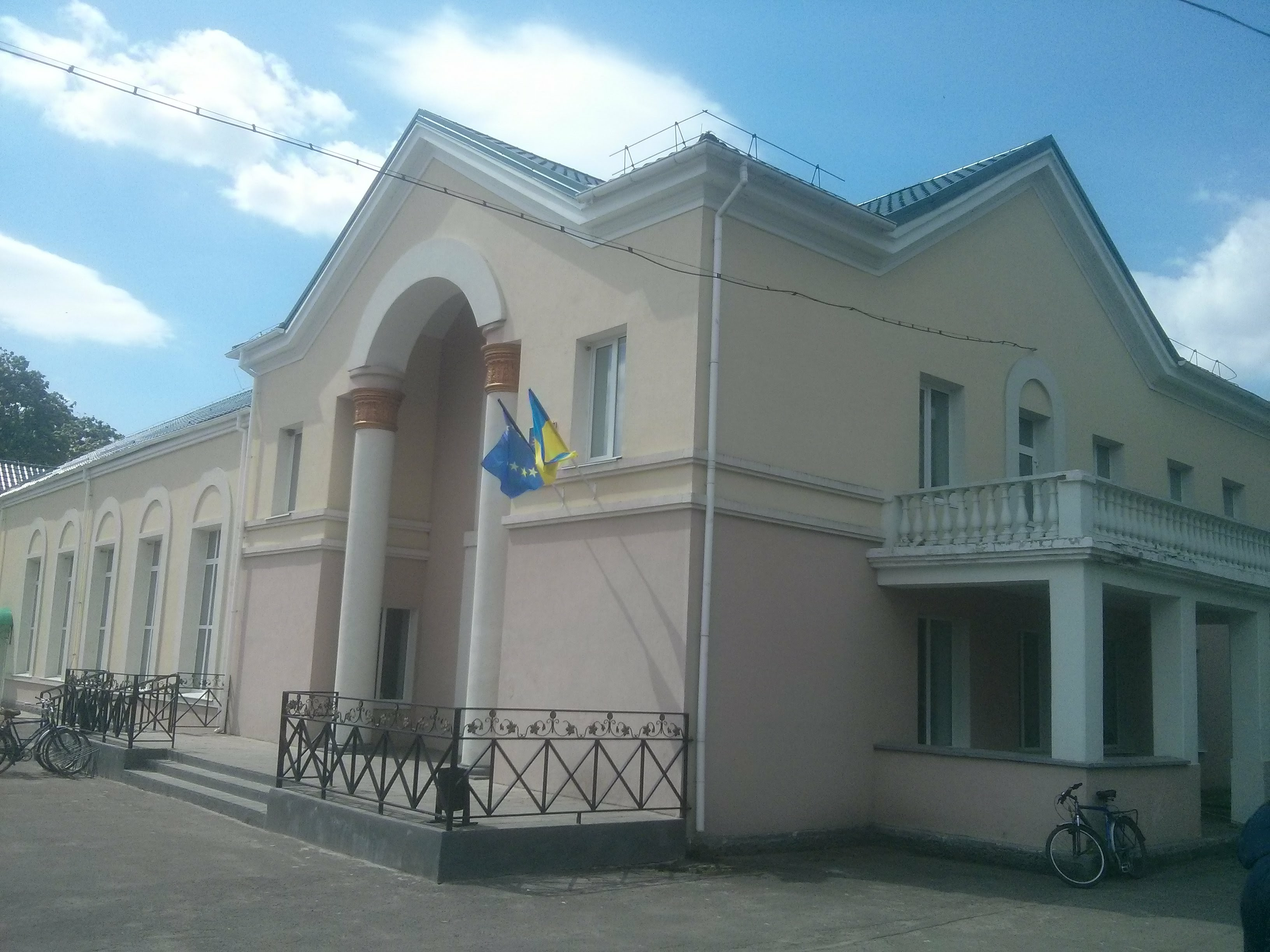
Haus der Kultur

## Geschichte
Der Ort wurde 1566 zum ersten Mal schriftlich erwähnt, nach der 3. Teilung Polens kam der Ort 1795 zum Russischen Reich in das Gouvernement Wolhynien. Nach dem Ende des Ersten Weltkrieges wurde der Ort ein Teil der Zweiten Polnischen Republik (Woiwodschaft Wolhynien, Powiat Dubno, Gmina Kniahinin), nach dem Ausbruch des Zweiten Weltkrieges wurde das Gebiet durch die Sowjetunion und ab 1941 durch Deutschland besetzt, 1945 kam es endgültig zur Sowjetunion und wurde in die Ukrainische SSR eingegliedert. Seit der Unabhängigkeit der Ukraine 1991 ist Demydiwka ein Teil derselben. Seit 1959 hat der Ort den Status einer Siedlung städtischen Typs, 1940/44 bis 1962 und wiederum seit 1996 ist der das Verwaltungszentrum des gleichnamigen Rajons Demydiwka.

## Verwaltungsgliederung
Am 13. September 2016 wurde die Siedlung städtischen Typs zum Zentrum der neugegründeten Siedlungsgemeinde Demydiwka (Демидівська селищна громада Demydiwska selyschtschna hromada). Zu dieser zählten auch die 21 in der untenstehenden Tabelle aufgelistetenen Dörfer, bis dahin bildete die Siedlung zusammen mit den Dörfern Dubljany und Lischnja die gleichnamige Siedlungsratsgemeinde Demydiwka (Демидівська селищна рада/Demydiwska selyschtschna rada) im Zentrum des Rajons Demydiwka.
Am 12. Juni 2020 kamen noch die Dörfer Ostriw, Pljaschewa, Soloniw (ehemalige Landratsgemeinde Pljaschewa aus dem Rajon Radywyliw) und Wowkowyji zum Gemeindegebiet.
Am 17. Juli 2020 wurde der Ort Teil des Rajons Dubno.
Folgende Orte sind neben dem Hauptort Demydiwka Teil der Gemeinde:
| Name                     | Name           | Name                               | Name           | Name |
| ukrainisch transkribiert | ukrainisch     | russisch                           | polnisch       |      |
| ------------------------ | -------------- | ---------------------------------- | -------------- | ---- |
| Chrinnyky                | Хрінники       | Хренники (Chrenniki)               | Chryniki       |      |
| Dubljany                 | Дубляни        | Дубляны                            | Dublany        |      |
| Hlyboka Dolyna           | Глибока Долина | Глубокая Долина (Glubokaja Dolina) | Głęboka Dolina |      |
| Ilpyboky                 | Ільпибоки      | Ильпибоки (Ilpiboki)               | Ilpiboki       |      |
| Kalyniwka                | Калинівка      | Калиновка (Kalinowka)              | Kalinówka      |      |
| Knjahynyne               | Княгинине      | Княгинино (Knjaginino)             | Kniahinin      |      |
| Kopan                    | Копань         | Копань                             | Kopań          |      |
| Lischnja                 | Лішня          | Лишня                              | Lisznia        |      |
| Lopawsche                | Лопавше        | Лопавше                            | Łopawsze       |      |
| Lyssyn                   | Лисин          | Лысин (Lyssin)                     | Łysin          |      |
| Ochmatkiw                | Охматків       | Охматков (Ochmatkow)               | Ochmatków      |      |
| Ostriw                   | Острів         | Остров (Ostrow)                    | Ostrów         |      |
| Perekali                 | Перекалі       | Перекали                           | Perekale       |      |
| Pljaschewa               | Пляшева        | Пляшева                            | Plaszowa       |      |
| Rohisne                  | Рогізне        | Рогозное (Rogosnoje)               | Rohóżne        |      |
| Rudka                    | Рудка          | Рудка                              | Rudka          |      |
| Soloniw                  | Солонів        | Солонев (Solonew)                  | Sołoniów       |      |
| Towpyschyn               | Товпижин       | Толпыжин (Tolpyschin)              | Tołpyżyn       |      |
| Werben                   | Вербень        | Вербень                            | Werbeń         |      |
| Wowkowyji                | Вовковиї       | Волковыи (Wolkowyji)               | Wołkowyje      |      |
| Wyschnewe                | Вишневе        | Вишнёвое (Wischnjowoje)            | Świszczów      |      |
| Wytschawky               | Вичавки        | Вычавки (Wytschawki)               | Wyczółki       |      |